# Kafi's Story
A História de Kafi (título original: Kafi's story) é um documentário etnográfico sobre o Sudão dirigido, em 1989, por Amy Hardie e Arthur Howes.

## Sinopse
Filmado entre 1986 e 1988, o documentário captura a vida da civilização Nuba antes do seu envolvimento na Segunda Guerra Civil Sudanesa. 
Kafi, um homem jovem das Montanhas Nuba, é um dos primeiros a viajar da sua vila natal Torogi, para norte até à capital Cartum em busca de dinheiro. 
Só com esse dinheiro poderá comprar o tecido para um vestido, e assim casar com uma segunda mulher, Tete.
Amy Hardie e Arthur Howes deslocaram-se, dez anos mais tarde, novamente ao Sudão e realizaram o documentário Conversas Nuba, na tentativa de perceber o que acontecera, entretanto, ao povo Nuba.

## Prémios
- Prémio Joris Ivens (terceiro) do IDFA - International Documentary Film Festival Amsterdam, Holanda[ligação inativa] (1989)
- Prémio de Documentário do BBC BP Expo Documentary, Inglaterra (1990)
- Prémio Basil Wright do R.A.I. International Festival of Etnographic Films, Inglaterra (1990) [1]
- Prémio American Visual Anthropology (2000)